# Palacete Faciola
O Palacete Facióla (anteriormente denominado: Palacete Silva Santos/Silva Filho) é um casarão histórico localizado na Avenida Nazaré no bairro homônimo, na cidade brasileira de Belém (Pará), construído em 1895 no contexto da Belle Èpoque (apogeu de 1890 à 1920). Recebeu esse nome por ter sido contruido por encomenda do coronel da Guarda Nacional, Bento José da Silva Santos, que contratou o então arquiteto José de Castro Figueiredo para realizar o projeto (1895-1908). Após o seu falecimento, o major da Guarda Nacional, Bento José da Silva Santos Júnior, seu filho, herdou a propriedade (1908-1915). Foi morada do senador e intendente Antônio d'Almeida Faciola (1916-1936).
O edifício chegou a estar em estado de abandono. O estudo de desapropriação do Palacete Faciola e suas duas casas adjacentes iniciou no ano de 2008 para servir como sede do antigo Instituto de Desenvolvimento Econômico, Social e Ambiental do Pará (IDESP), mas sua desapropriação só se concretizou em 2016, quando passou a integrar o patrimônio do Governo do Estado, como mais um equipamento da Secult.

## História
Após falecimento de Bento José da Silva Santos Junior, um dos herdeiros do Palacete Silva Santos, o prédio foi adquirido pelo arquiteto, pianista e político Antônio d'Almeida Faciola (livreiro proprietário da livraria Maranhense), patriarca de uma tradicional família de comerciantes de Belém, onde residiu provavelmente a partir de 1916, após mudar-se da Chácara Bem-Bom (Solar Facióla), situada na antiga avenida Tito Franco no bairro do Marco da Légua.
Facióla estudou e diplomou-se em piano pelo Conservatório de Milão e era amigo de Carlos Gomes. Durante a época da extração da borracha, também conhecida como "belle-époque", Belém foi considerada uma das mais importantes cidades do Brasil e o crescimento da economia da borracha impulsionou sua urbanização, com a construção de avenidas, edificações e palacetes residenciais de luxo no centro da cidade.
O palacete foi projetado em 1895 e concluído provavelmente em 1898, por José de Castro Figueiredo, arquiteto e desenhista paraense, reconhecido como um dos primeiros engenheiros-arquitetos da região. A edificação é o resultado de um período de mudanças sociais e urbanas, marcado pela modernização da cidade inspirada pela chamada sociedade da borracha.

## Arquitetura
O palacete, localizado em uma esquina, tinha sua fachada principal alinhada à rua, com um afastamento lateral, onde também existia uma outra entrada social para a casa, feita por um alpendre com lambrequins de madeira e guarda-corpo em ferro. O piso no interior da casa era feito de acapu e pau-amarelo, formando diferentes desenhos. O forro em madeira também era ricamente trabalhado.
Tinha o primeiro pavimento destinado à área social, com as diferentes salas (saleta e sala de estar, saleta nobre, sala de jantar e sala de café), gabinete, varanda, quartos (provavelmente de hóspedes) e onde também se encontravam a área de serviços, a cozinha, os quartos de empregada e os banheiros. Neste pavimento também se encontravam assentados azulejos de origem alemã com motivos florais. O segundo pavimento, de caráter mais privado, contava com os seis quartos da família, integrados por portas, que formavam um grande salão. Neste pavimento havia também um oratório, além do escritório e um banheiro.
Em seu interior, o palacete possui tetos com pinturas em profusões de flores e guirlandas, como se fossem desenhados à mão. O estilo arquitetônico neoclássico do local é herança do artista Antônio José Landi [carece de fontes?]. Quando o palacete foi apropriado pelo Estado, este teve a oportunidade de adquiri-lo com todo o mobiliário de época e a diversificada coleção de obras de arte, que fora reunida por Antonio Facióla desde 1936, como vasos de cristal, esculturas, lustres e quadros. As peças desta coleção de Antonio eram assinadas por artistas consagrados no mercado europeu e internacional, como Antonin Larroux, Émile Gallé, Félix Charpentier, entre outros. Foram adquiridos por ele em Paris. Porém essa compra acabou não se concretizando e o acervo cuidadosamente guardado por sua filha foi dissipado após a morte dela em 1982.
O palacete possui na fachada o monograma FS (Família Silva Santos), presente em alguns móveis, vidraças e, cristais.

## Restauração
Em janeiro de 2020, o governo do Pará, por meio da Secretaria de Estado de Cultura (Secult), publicou o edital de licitação para as obras de restauração completa do Palacete Faciola, que estava fechado havia quase dezoito anos. O investimento previsto foi de aproximadamente R$ 16 a 18 milhões, com previsão inicial de duração de dois anos e três meses. A expectativa foi entregar o palacete restaurado em 2023. Todo o inventário do palacete já havia sido realizado anteriormente, e a proposta contempla a recomposição completa, desde a fachada com seus azulejos até a parte interna.
A primeira fase do processo para as obras de restauro, revitalização e requalificação do Palacete iniciou em outubro de 2020, com os técnicos do Departamento de Projetos e do Departamento de Patrimônio Histórico, Artístico e Cultural (DPHAC) da Secult acompanhando a limpeza e catalogação de peças. No canteiro, foram separadas peças como azulejos, ladrilhos e cerâmicas, gradis, portas e adereços de fachada enquanto a equipe aguarda as licenças dos órgãos para poder iniciar as obras.
A obra do Palacete envolve  a restauração das fachadas, recomposição espacial dos edifícios, portas e janelas em madeira, reintegração de pisos e forros, recomposição do sistema de cobertura, reintegração de rebocos e revestimentos internos além da urbanização e paisagismo da área externa. Também serão necessários a instalação de sistemas elétricos, hidro sanitários,  acústico, de ar condicionado, logística e de prevenção e combate a incêndio.